# Circo de Gredos

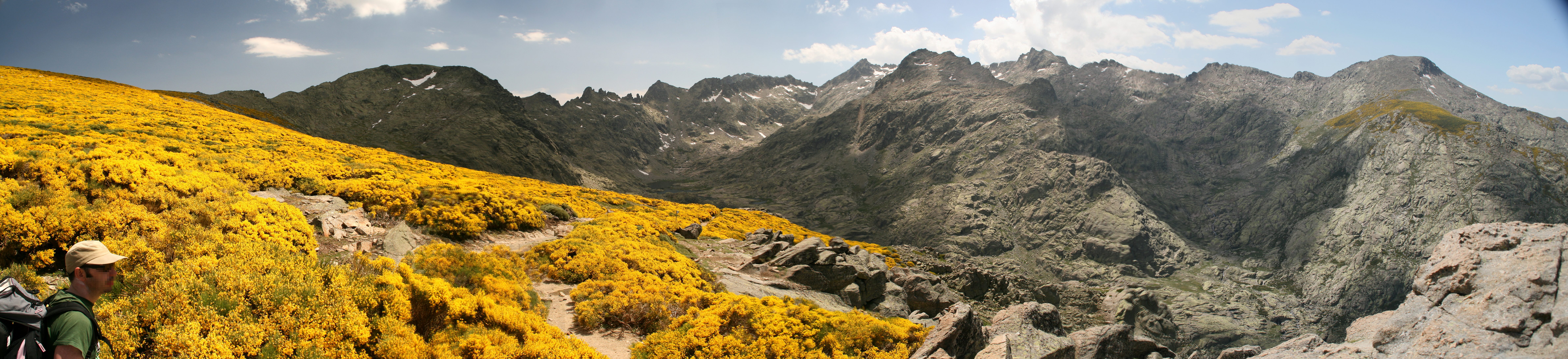
Circo de Gredos. (Per i dettagli dei nomi cliccare sull'immagine)

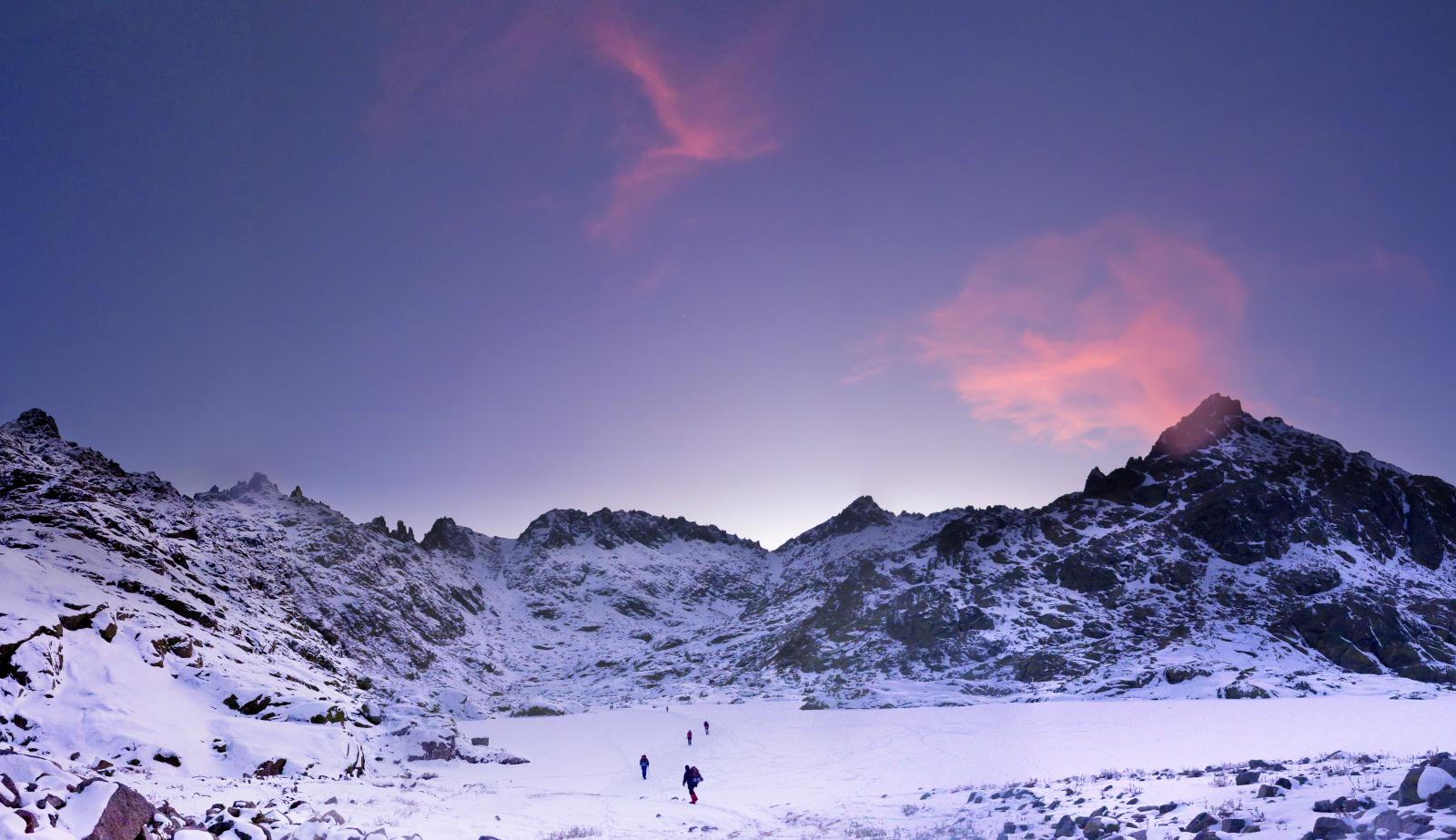
Circo de Gredos in inverno con il Pico Almanzor sulla destra

Il circo de Gredos è un circo glaciale situato nella zona centrale del versante nord dl la sierra de Gredos, appartenente al Sistema Centrale. Amministrativamente si trova nel territorio municipale di Navalperal de Tormes, un comune spagnolo del sudest della provincia di Avila, nel sud della Castiglia e León.

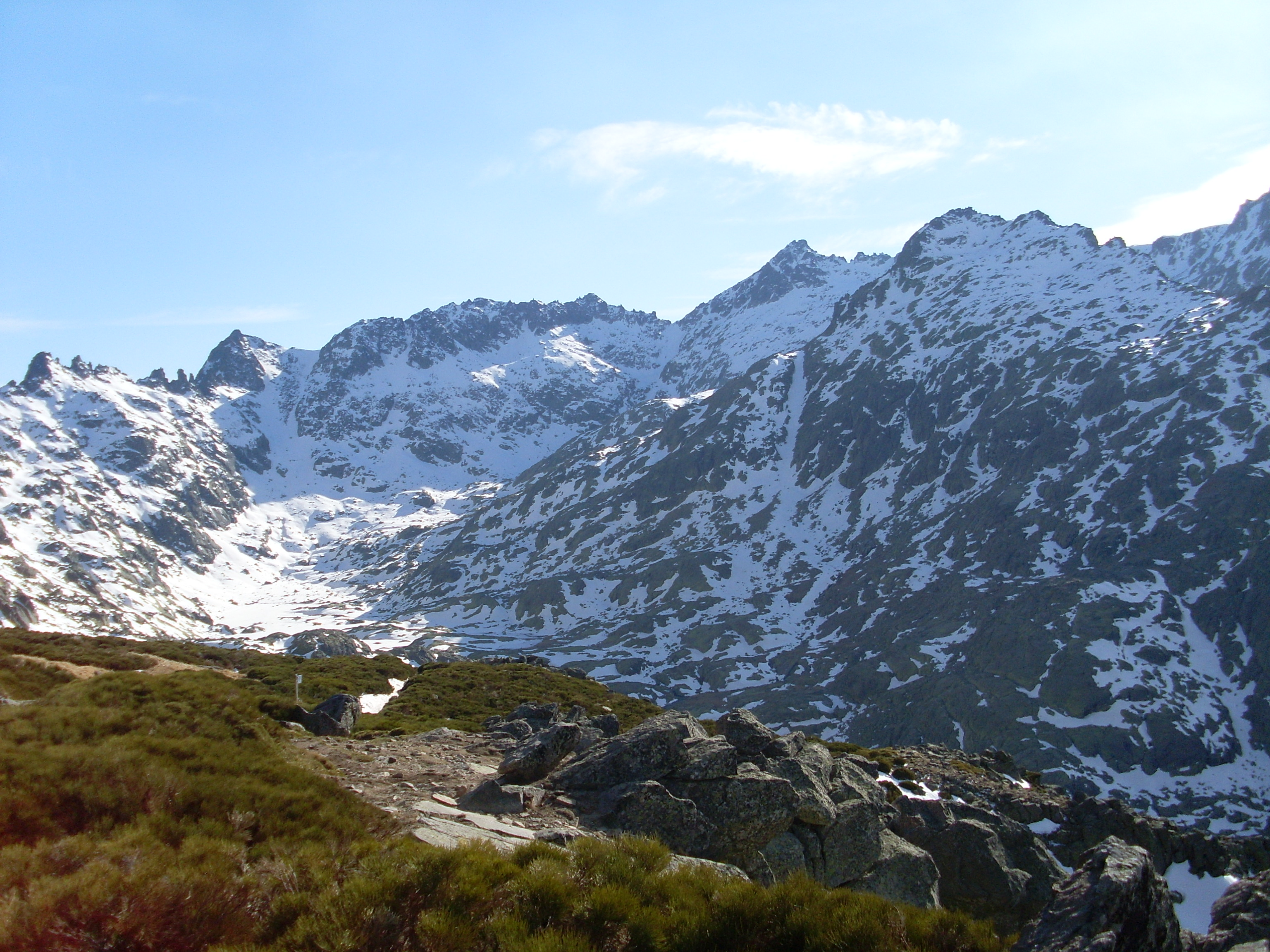
Vista in primavera del circo de Gredos dal nordest, nei Barrerones.

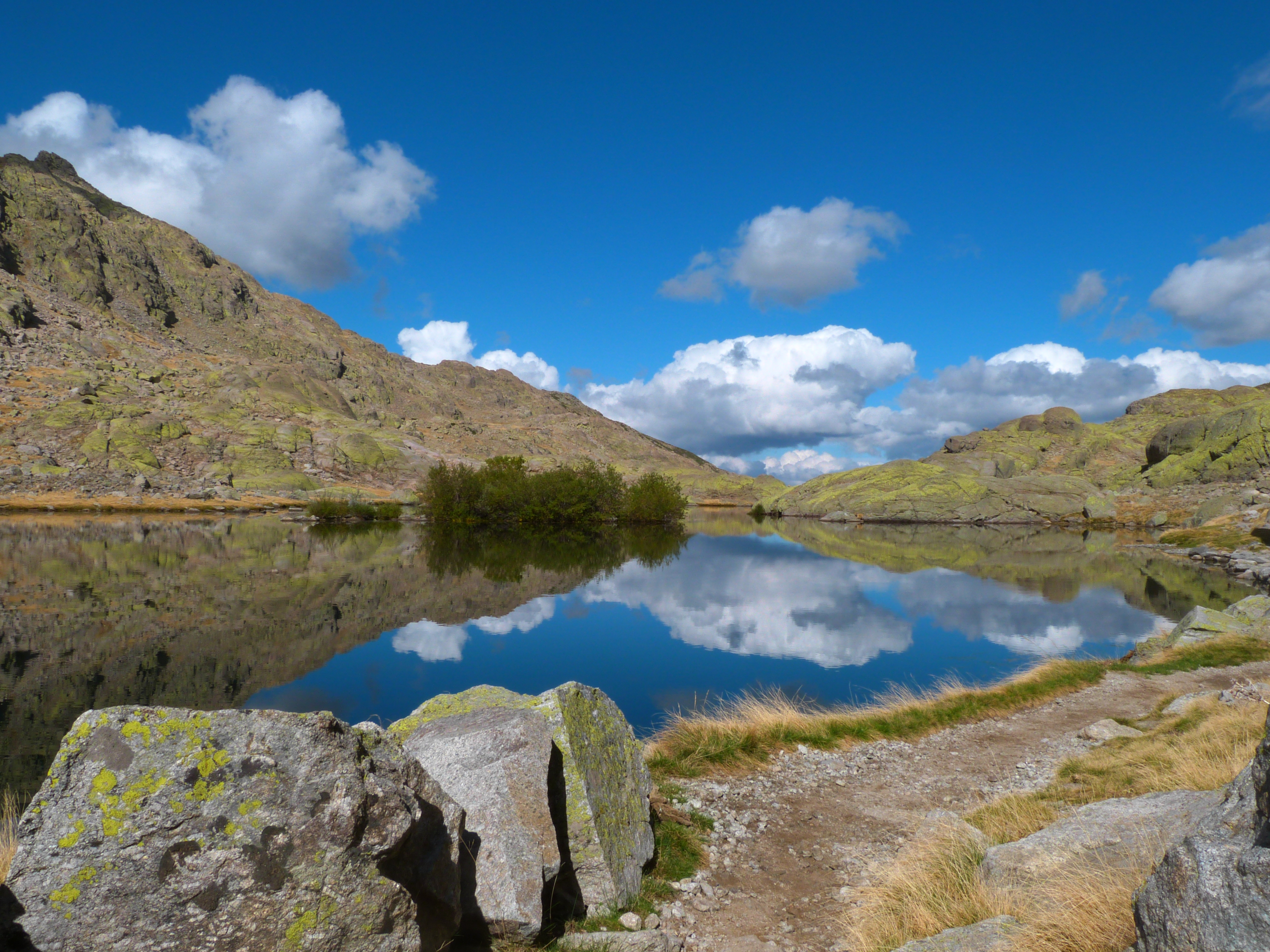
Laguna Grande di Gredos

È il circo glaciale più esteso della sierra de Gredos e di tutto il Sistema Centrale, con una superficie di circa 33 ettari. Nella parte orientale del circo vi è il pico Almanzor, la vetta più alta della catena, con i suoi 2592 metri s.l.m.
Nella zona più bassa del circo, cioè nella parte nordorientale, vi è la laguna grande di Gredos, anch'essa di origine glaciale, che si trova a un'altezza di 1940 m s.l.m. Vicino a questa laguna vi è il rifugio Laguna Grande de Gredos (Elola), molto frequentato dagli alpinisti che vogliono salire all'Almanzor. Il circo de Gredos si trova nella conca idrografica del fiume Tormes, un affluente del Duero.

## Ghiacciaio di Gredos
Era il ghiacciaio di maggiori dimensioni di tutta la sierra. Iniziava ai piedi del pico Almanzor (2.592 m) nella Hoya Antón, sufficiente più al sud che al resto dei circhi e terminava più in basso del Prado de Roncesvalles a 1450 m, per un percorso di 8 km.
L'alimentazione di questo ghiacciaio avveniva in tre circhi diversi: il Recuenco del Almanzor, la Hoya del Gargantón e la Hoya de Cabeza Nevada, situati uno dopo l'altro da sud a e con orientamento ENE, NNE e NE, rispettivamente.
Il bacino dell'Almanzor comprende il comunemente chiamato "circo de Gredos" e la Hoya Antón, che è l'effettivo fondo del circo. Si trova a un'altezza di 2000 metri ed è circondato dalle cime più elevate della sierra: Casquerazo, Cuchillar de las Navajas, Peña del Esbirladero, Cuchillar de los Ballesteros, o Ameal de Pablo, superando tutti i 2400 m s.l.m. Nel circo de Gredos è inglobata la laguna grande di Gredos, la cui esistenza si spiega con la soprelevazione dei ghiacci.
La zona di accumulazione doveva terminare in una cascata di seracchi generata al superare del ghiaccio la soglia di separazione tra il circo glaciale e la lingua glaciale.

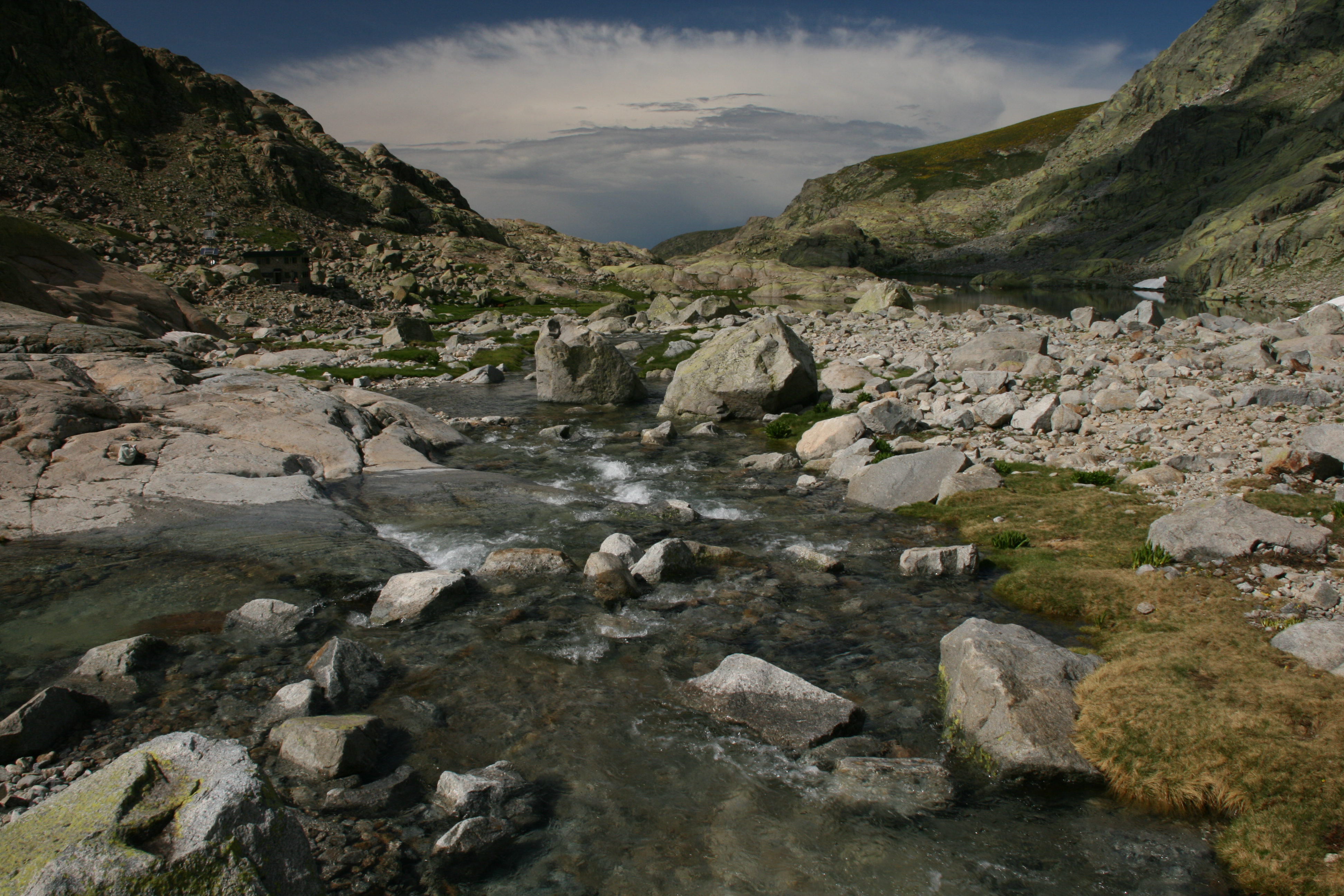
Vista dello sbocco del disgelo sopra la Laguna Grande del circo. Insieme alla laguna il rifugio Elola.

In seguito si verificò l'apporto di ghiaccio proveniente dal Gargantón, seconda conca di accumulo di questo ghiacciaio, situato tra l'Ameal de Pablo e il Cuchillar del Gütre. I suoi apporti erano importanti se si calcola che lo spessore del ghiaccio era tra i 200 e i 250 metri.
La vallata di Cabeza Nevada, addossata alla vetta omonima, è l'ultimo circo affluente del ghiacciaio di Gredos. È un complesso di piccole dimensioni, corto e privo di tracce di spalline; a partire dalla sua confluenza con il ghiacciaio principale, la valle si va restringendo gradualmente fino alla sua fine.
Sui fianchi della valle compaiono depositi morenici; sul fianco destro compaiono prima, sopra la gola, a causa della mancanza di affluenti glaciali su questo lato.

## Flora e fauna

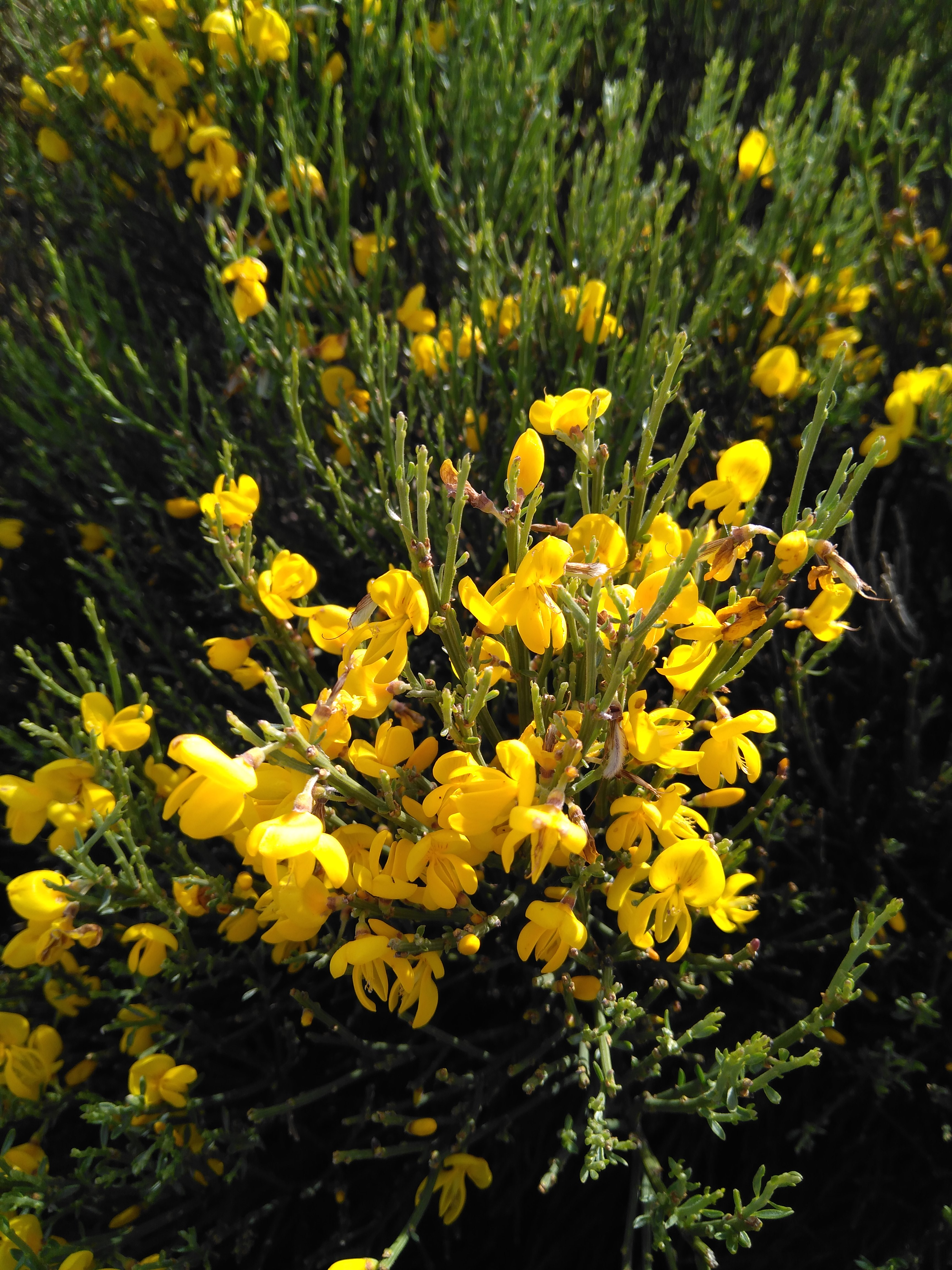
Cytisus oromediterraneus

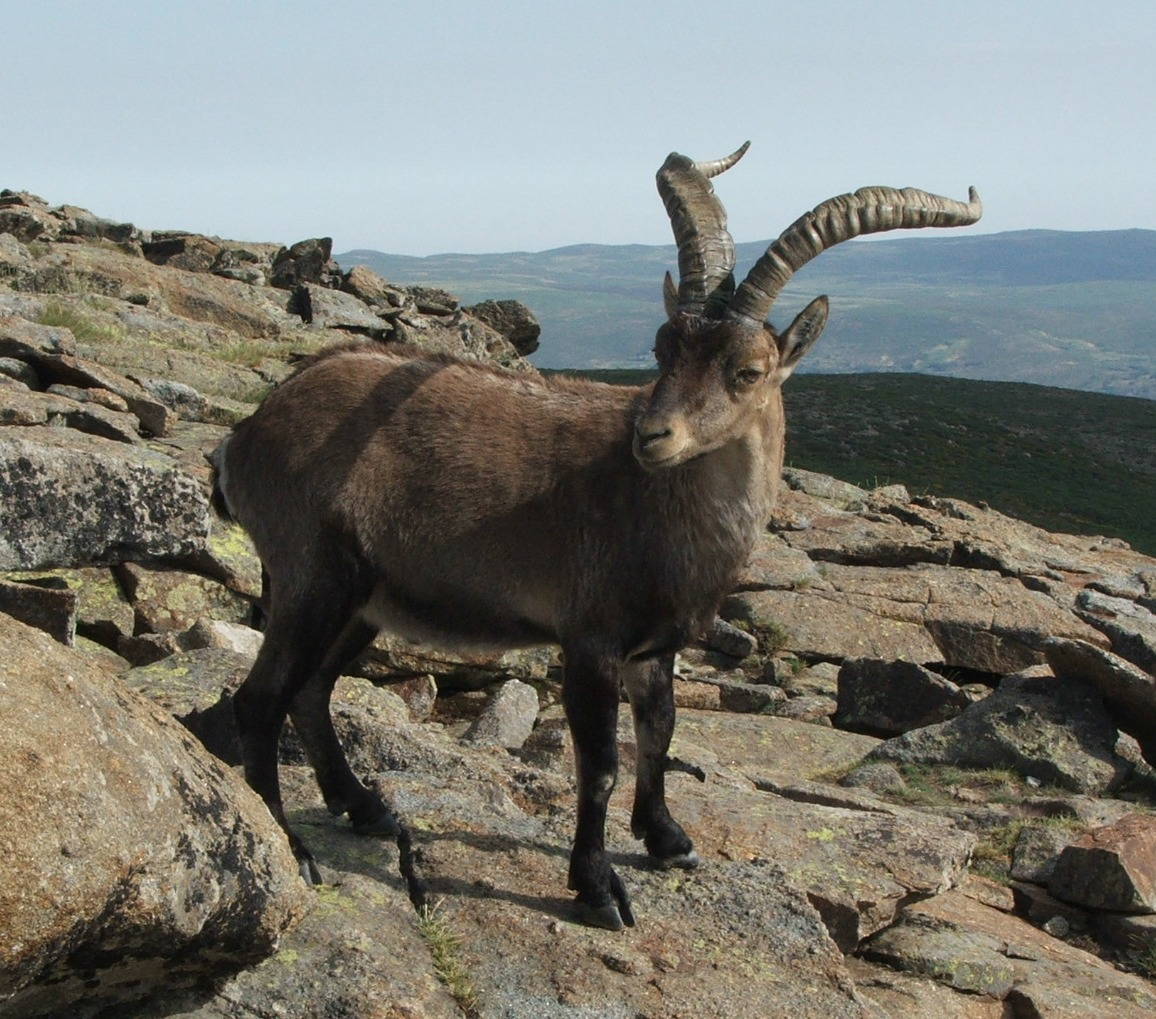
Stambecco iberico

La flora esistente nel circo è di tipo erbaceo e arbustivo. Vi sono praterie alpine che predominano in zone con poca pendenza. Vi sono pure specie di cespugli di alta montagna di scarsa altezza a causa dei forti venti che soffiano molto spesso.
Il Cytisus oromediterraneus è la specie arbustiva predominante. In quanto alla fauna, si sottolinea il gran numero di esemplari di stambecco iberico, che vive nel luogo.

## Via di ascesa
Esiste una via che porta al centro del circo ed è molto frequentata dai turisti e dagli alpinisti, soprattutto in estate. Questa via inizia in un parcheggio noto col nome di Piattaforma di Gredos (1770 m).  La via incomincia a salire verso sudest attraverso prati fino ad arrivare ai Barrerones (2210 m). A partire da qui, il cammino scende verso sud fino a raggiungere la Laguna Grande de Gredos e il rifugio Elola. La distanza tra la piattaforma e la Laguna Grande è di 6,4 km.